# Goreljek
Goreljek (IPA:  [ɡɔˈɾeːljək] o [ɡɔˈɾeːljɛk]) è un insediamento (naselje) di 7 abitanti, della municipalità di Bohinj nella regione statistica dell'Alta Carniola in Slovenia.